# Blinder Fleck (Psychologie)
Blinder Fleck bezeichnet umgangssprachlich die Teile des Selbst oder Ichs, die von einer Person nicht wahrgenommen werden. Diese metaphorischen Bedeutung leitet sich von dem visuellen Phänomen des Blinden Flecks im Auge ab und wird auch auf gesellschaftliche Phänomene oder Theorien angewandt. Der Blinde Fleck ist dabei nicht lediglich etwas, was nicht gesehen wird, sondern ein Aspekt der aufgrund des Selbstbildes bzw. des gesellschaftlichen Konstruktes ausgeblendet wird.
Auch wenn es sich in der psychologischen, soziologischen, politikwissenschaftlichen oder wissenschaftstheoretischen Fachliteratur nicht um einen klar definierten Fachbegriff handelt, taucht er in diesen Kontexten häufiger auf, wenn auf eine systemisch bedingte Leerstelle in der gesellschaftlichen oder fachspezifischen Wahrnehmung hingewiesen werden soll.

## Psychologie
In der Psychologie des Individuums wird der Begriff in dem Sinne verwendet, dass blinde Flecken regulär zum Funktionieren der menschlichen Psyche gehören, wie der Blinde Fleck zur Physiologie des Auges.

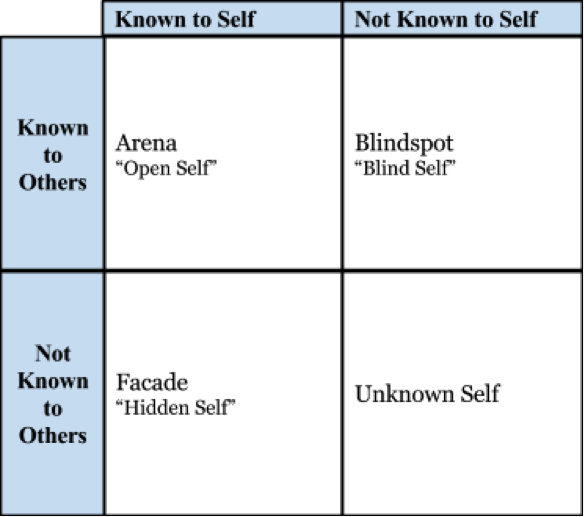
Blinder Fleck im Johari-Fenster

Die verschiedenen psychologischen Theorien verwenden unterschiedliche Erklärungen zum Zustandekommen blinder Flecken in der Selbstwahrnehmung wie die Abwehrmechanismen in der Psychoanalyse, das Eisbergmodell oder die Mechanismen zur Vermeidung von Kognitiver Dissonanz in der Sozialpsychologie nach Leon Festinger, ohne dass der Begriff des Blinden Fleckes eine systematische Verwendung als Fachterminus findet.
Explizit als Fachbegriff taucht der Begriff lediglich bei den Sozialpsychologen Joseph Luft und Harry Ingham auf und wird in dem sogenannten  Johari-Fenster als der Teil der psychologischen Wahrnehmung bezeichnet, der vom Blickwinkel einer Person aus betrachtet, anderen bekannt ist, aber nicht der Person selbst.
Aus gestaltpsychologischer Perspektive wird hinzugefügt, dass es, parallel zur physiologischen Bedeutung des Begriffs, auch im psychologischen Kontext zu Ergänzungserscheinungen kommt, durch die der Blinde Fleck in der Selbstwahrnehmung nicht als Lücke oder Leerstelle wahrgenommen wird, sondern es aufgrund der Gestaltgesetze zu einer Vervollständigung des Bildes kommt.
Für die psychoanalytische Behandlung benutzte Sigmund Freud den Begriff zur Beschreibung der Einschränkung der analytische Wahrnehmung durch eine nicht ausreichende Lehrtherapie:

„jede ungelöste Verdrängung beim Arzt entspricht nach einem treffenden Worte von W. Stekel einem ‚blinden Fleck‘ in seiner analytischen Wahrnehmung.“

In systemischen Beratungsprozessen können Fallkonferenzen dazu beitragen, dass blinde Flecken einzelner Berater auf den Fall sichtbar gemacht werden können. Zu blinden Flecken kann es in therapeutischen Beziehungen auch durch die gesellschaftliche Umgebung kommen, etwa in Bezug auf die Geschlechteraspekte oder außergewöhnliche Erfahrungen, die sich nicht in das wissenschaftlich Überprüfbare einordnen lassen.
Auch einzelne Themen, die bisher nicht genügend berücksichtigt wurden, werden in der Literatur als blinde Flecken herausgestellt.

## Soziologie und Politikwissenschaft
Im gesellschaftlichen und sozialpsychologischen Kontexten werden immer wieder Phänomene als blinde Flecken bezeichnet, wenn sie jeweils bis dato nicht ausreichend in den Diskurs aufgenommen wurden: So z. B. die Formen ritueller oder organisierter Gewalt gegen Kinder, die Genderfrage in der Traumaforschung, bestimmte Arbeitsbedingungen oder organisatorische Wandlungsprozesse.
Der Kölner Philosoph Günter Schulte zeigte, dass auch die Umstellungen Niklas Luhmanns, die sich auf blinde Flecken in der Erkenntnistheorie beziehen, in Bezug auf die von ihm kritisierten philosophischen und psychologischen Systeme ihrerseits wieder blinden Flecke produzierten.
Theodor W. Adorno bezeichnete geschichtsphilosophisch das (jeweils) Neue als blinden Fleck, „leer wie das vollkommene Dies da“ und führte aus, dass Geschichte sich nicht nach Art eines Staffetenlaufes organisiere, sondern auf das Entstehen und Aufdecken der jeweiligen blinden Flecke angewiesen sei.
Im historischen Zusammenhang wurden unter dem Stichwort der blinden Flecken verborgene Hintergründe und Zusammenhänge bestimmter Strömungen und Epochen herausgearbeitet. So zeigte Wolfgang Kraushaar einen Zusammenhang zwischen der 68er-Bewegung und der RAF auf und beschrieb in Bezug auf die 68er-Bewegung die „Romantik“, die Rolle der Unterhaltungsmusik, die Metamorphosen der Antisemitismus-Kritik und der Neuentdeckung Walter Benjamins als blinde Flecken der Rezeption der 68er-Bewegung.